# 学習院大学ヨット遭難事故
学習院大学ヨット遭難事故（がくしゅういんだいがくヨットそうなんじこ）は、1964年（昭和39年）3月20日に発生した遭難（海難）事故。5名の学生が死亡した。

## 事故の概要
1964年3月20日11時30分頃、強風注意報・波浪注意報が出ている中、学習院大学ヨット部の一行5人が乗り込んだ「翔鶴号」が、NORC初島ヨットレースに出場するため横浜市中区新山下町の横浜ヨットハーバーから油壺に向けて出航した。
その後、予定の翌21日午前になっても油壺に到着せず、30分ほど後に出航した別のヨットは途中浦賀港で強風を避けたあと無事に着いていることから遭難が疑われ、関係者は21日10時に該当海域を管轄する第三管区海上保安本部に届け出た。
連絡を受けた海上保安本部は、11時から巡視艇「のじま」など巡視船5隻と航空機2機を用いて横浜から油壺へ至る海上と海岸線の捜索を開始した。捜索はその後さらに拡大され、海上自衛隊横須賀基地、航空自衛隊入間基地、天房基地などからヘリコプター、哨戒機、魚雷艇などが出動した。
翔鶴号は全長28フィート（約10 m）で3馬力の補助エンジンが付いていた。関係者は、当初は荒天を避け入り江などに無事に避難しているのではないかと考えていたが、21日早朝に地元の漁師が翔鶴号のものと思われるフェンダーと救命胴衣（ローマ字でSHOKAKUと書かれていた）を三浦半島南端に近い毘沙門海岸で拾い、19時半頃に三崎警察署に届け出た事から遭難が確実視された。
そして、22日1時過ぎに毘沙門海岸で乗組員の上着を発見、13時15分には500 mほど沖合いの岩礁で最初の遺体が発見された。翌23日14時頃にはそこから程近い水深19 m地点で2人目が、さらに24日と25日にも遺体が発見された。4月2日には遠く離れた材木座海岸で最後の遺体が発見され、全員の死亡が確認された。事故当日、関東地方南岸には南西方向から極めて強い風が吹いており、房総半島南端の富崎測候所では、遭難の時間帯に平均風速21 m（最大瞬間風速27 m）を観測していた。

## 船体の引き上げ
遭難事故発生から5日後の3月25日早朝から、地元の漁船10隻の助けを借りながらサルベージ船による引き上げ作業が始まり、昼過ぎに翔鶴号は浮上した。検証の結果、船体下部は大きな傷があるものの穴は空いておらず、上部にはほとんど傷は無くわずかにデッキ周りが曲がっている程度だった。セールは縮帆状態だったがハリヤードがウィンチに絡みつき、昇降できない状態になっていた。またアクセルは全開になっていたが航海日誌がエンジンのベルトに挟まれていた。船体のハッチは開いていた。これらの事から、荒天の中セールとエンジンのトラブルにより航行能力を失い、強い風で暗礁まで吹き流されて座礁、沈没したものと推察された。

## その他
- 犠牲者の中には麻生太賀吉（政治家）の次男・次郎（吉田茂の孫で麻生太郎の実弟）と松平永芳（自衛官）の長男・永忠（松平慶民の孫）がおり、海上保安庁だけでなく自衛隊まで出動して捜索したのは元首相や自衛隊関係者の親族がいたからではないかとの批判がでた（実際に麻生家からの捜索願いを受けて海上保安庁長官に連絡を取ったことが、佐藤栄作日記に記載されている）。
- 引き上げられた船内から海図が発見されたが、何も書き込みの形跡がなかった事から、現在位置を確認しないまま航行していた事が疑われた。また事故当時は暗闇の荒天をかなりの速度で航行していたにもかかわらず、発見された遺体はどれも救命胴衣を着用していなかった。